# Blood Bowl
Blood Bowl es un juego de tablero por turnos para dos jugadores creado por Jervis Johnson, para la compañía británica Games Workshop como una parodia del fútbol gridiron y rugby que generalmente usa miniaturas para representar un enfrentamiento entre dos equipos en un campo de juego, está ambientado en el mundo alternativo de Warhammer Fantasy poblado por razas fantásticas como humanos, enanos, goblins, elfos, orcos, etc.
El juego fue lanzado por primera vez en 1987 y desde entonces ha recibido varias actualizaciones encontrándose desde 2020 en la revisión denominada Blood Bowl segunda temporada.

## Desarrollo de una partida
Blood Bowl es un juego de mesa para dos jugadores, por turnos, que usa miniaturas para representar un enfrentamiento entre dos equipos en un campo de juego. Para evitar confusiones, el humano que juega el juego siempre se denomina «entrenador» y la miniatura se denomina «jugador». El campo se representa mediante un tablero de juego con cuadrículas. Los entrenadores intentan anotar más touchdowns que su oponente al llevar a un jugador que posea el balón a la zona de anotación del oponente. Quien más veces consiga anotar al término de la partida habrá ganado.
Una partida de Blood Bowl suele durar entre una y tres horas dependiendo de la experiencia de los jugadores. Las partidas constan de dos medias partes de ocho turnos cada una, pudiéndose variar el número de turnos jugado debido a distintos eventos dentro de la partida.
Al inicio de cada parte, y después de cada touchdown anotado cada equipo despliega sobre el terreno de juego hasta un máximo de once jugadores, colocando primero el equipo defensor, y posteriormente el atacante; el resto de los jugadores, si los hubiera, estarán en la «zona de reservas». Está colocación debe cumplir ciertas normas tales como no colocar más de dos jugadores en cada banda lateral, o colocar un mínimo de tres jugadores en la línea central que separa las dos mitades del campo. Acabada la primera parte, en la segunda parte empieza atacando el equipo que empezó defendiendo en la primera.
Cada equipo consta inicialmente de un presupuesto de un millón de «coronas de oro» con el cual se debe contratar a los jugadores, equipo técnico, y algunos otros atributos relacionados con el equipo. Cada uno de estos equipos suele tener un «valor de equipo» inicial en torno a 1000.

### Reglas
Los equipos constan de entre once a dieciséis jugadores, de los cuales once están permitidos en el campo en cualquier momento. Cada jugador está representado por una miniatura adecuada y tiene estadísticas y habilidades que dictan su efecto en el juego. Desde la actualización de Blood Bowl segunda temporada, hay cinco atributos para los jugadores:
- Movimiento: Indica cómo de rápido es un jugador.
- Fuerza: Indica la capacidad básica de combate de un jugador.
- Agilidad: Indica cómo de bien maneja el balón y esquiva a los jugadores oponentes.
- Armadura: Indica cuán difícil es lesionar a un jugador.
- Pase: Indica cómo de bien puede lanzar el balón un jugador.

Además, los jugadores pueden tener habilidades especiales que afectan diversas circunstancias en el juego. Algunas de las habilidades más comunes son «placar» (para luchar), «esquivar» (para esquivar la «zona de placaje» de un oponente), «manos seguras» (para recoger el balón), «pasar» (para lanzar el balón) y «atrapar» (para atrapar el balón). Estas habilidades no son necesarias para realizar sus acciones correspondientes, pero darán una ventaja al jugador.
Durante cada turno cada jugador puede realizar alguna de las siguientes acciones:
- Acción de movimiento. Un jugador puede mover tantas casillas como indica su atributo de movimiento.
- Acción de placaje. Un jugador puede intentar golpear a un jugador contrario que al principio de la acción se encuentre de pie adyacente a él.
- Acción de penetración. Un jugador puede moverse como si realizara una acción de movimiento y, además, puede golpear a un contrario en cualquier punto del movimiento como si realizara una acción de placaje.
- Acción de pase. Un jugador puede moverse y, al final de su movimiento, lanzar el balón. La distancia máxima viene determinada por la regla de pases.
- Acción de entrega en mano. Un jugador puede moverse y, al final de su movimiento, entregar el balón a un jugador del mismo equipo que se encuentre de pie y adyacente a él mismo.
- Acción de falta. Un jugador puede moverse y, al final de su movimiento, golpear a un jugador que se encuentre en el suelo.

Las últimas 4 acciones solo se pueden realizar por un jugador en cada turno. (No se pueden hacer dos acciones de falta, dos acciones de pase, etc. en un mismo turno).
Los equipos, y en algunos casos los jugadores, tienen un número limitado de «segundas oportunidades» que pueden usarse para repetir tiradas falladas.
Siempre que una acción de un jugador falla (excepto lanzar a un compañero de equipo, a menos que también esté llevando el balón), ocurre un «cambio de turno»: el turno del equipo termina inmediatamente, y comienza el del equipo contrario. Esta regla de cambio de turno es posiblemente la característica definitoria de Blood Bowl. Mantiene la tensión durante todo el turno, recompensa la planificación efectiva por parte de los entrenadores que buscan priorizar las acciones más vitales para mejorar su posición, y puede resultar en momentos dramáticos debido a resultados inesperados.

### Equipos existentes en el juego
Las razas de los jugadores están tomadas de entre las razas de fantasía de Warhammer Fantasy y tienen características que reflejan las habilidades de esas razas, aunque Blood Bowl tiene una lista más extensa de razas, incluidas algunas que solo fueron brevemente, o nunca, presentada en Warhammer.
Cada raza juega de manera diferente, gracias a las distintas habilidades y atributos de los jugadores disponibles. Por ejemplo, los equipos de enanos, orcos, elegidos del caos o no muertos tienden a un estilo de juego centrado en el placaje, desgastando al equipo contrario tanto como sea posible. Los elfos, por el contrario, tienden a tener alta agilidad y abundantes habilidades de movimiento, pase y esquiva, por lo que están más orientados a evitar el contacto mientras anotan a través de jugadas de carrera y pase. Algunos otros equipos plantean desafíos para entrenadores experimentados debido a los desequilibrios incorporados.
Todos los equipos ofrecen una selección entre diferentes tipos de jugadores con estadísticas diferentes. Los equipos pueden incluir cualquier número de jugadores del tipo más básico (generalmente denominados líneas), mientras que las unidades más fuertes están limitadas a 1, 2, 4 o 6 por equipo.
La edición oficial más reciente del juego, publicada en noviembre de 2020, junto con las revistas oficiales Spike! Journal de publicación aperiódica y el documento publicado oficialmente de equipos de leyenda tiene reglas para jugar con los siguientes equipos oficiales:
- Altos elfos.[9]
- Amazonas.[10]
- Alianza del Viejo Mundo.[11]
- Elegidos del caos.[11]
- Elfos oscuros.[11]
- Elfos silvanos.[11]
- Enanos.[11]
- Enanos del caos.[12]
- Goblin.[11]
- Gnomos.[13]
- Habitantes del inframundo.[11]
- Halfling.[11]
- Hombres lagarto.[11]
- Horrores nigrománticos.[11]
- Humanos.[11]
- Khorne.[14]
- No muertos.[11]
- Nobleza imperial.[11]
- Nórdicos.[15]
- Nurgle.[11]
- Orcos.[11]
- Orcos negros.[11]
- Ogros.[11]
- Renegados del caos.[11]
- Reyes funerarios de Khemri.[9]
- Skaven.[11]
- Snotling.[11]
- Unión élfica.[11]
- Vampiros.[16]

### Ligas y torneos
El juego en liga es la base sobre la cual se fundamentan los partidos y el reglamento de Blood Bowl. En general tienen un formato campaña, de varias semanas o meses de duración, en la que los equipos se enfrentan entre sí, mientras intentan quedar campeón de la liga.
En el juego de liga, los jugadores ganan habilidades adicionales basadas en la acumulación de puntos de experiencia. Los jugadores enfrentan posibles lesiones o incluso la muerte en el campo a lo largo de sus carreras. Los equipos mejoran mediante la compra de personal fuera del campo, como animadoras, entrenadores asistentes y apotecarios.
Toda esta serie de variables afectan al «valor de equipo» inicial de un equipo, alterando la cuantía del mismo.
La disparidad entre los distintos «valor de equipo» se compensa con la compra de jugadores estrella o mercenarios, así como sobornos y/o personal técnico temporal para el equipo.
Los torneos son eventos únicos, usualmente en fin de semana, donde un gran número de equipos de Blood Bowl se reúnen para competir entre sí y tratar de convertirse en el campeón del torneo. Se celebran numerosos eventos en todo el mundo en tiendas y eventos de Games Workshop o de manera independiente.
Jervis Johnson animó a la comunidad a formar un centro de recursos de Blood Bowl que uniera a los entrenadores; con base en esa idea, en 2003 se creó una federación internacional que aunó a la comunidad de Blood Bowl para organizar sus propios torneos de "Blood Bowl", y clasificar el rendimiento de los jugadores en torneos en su propia web. Esta federación tomó el nombre de NAF (Nuffle Amorical Football) en honor al cuerpo de reglas ficticio en Blood Bowl. La comunidad de torneos creció enormemente tras la creación de la NAF.
Games Workshop organizó el torneo Blood Bowl desde 2003 hasta 2010 en Warhammer World, la sede de Games Workshop en Nottingham, atraía a alrededor de 200 jugadores para participar en el evento de dos días. En 2010, GW anunció que dejarían de organizar el torneo "Blood Bowl", pero permitirían que la NAF se hiciera cargo de la organización del evento, que fue renombrado como NAF Championship por circunstancias legales.
La comunidad de torneos seguía creciendo de manera independiente y en el año 2007 se celebró en Nottingham la primera copa mundial denominada NAF World Cup durante tres días, con 272 entrenadores provenientes de todo el mundo. La NAF ha seguido organizando la copa del mundo cada 4 años desde entonces, con un aumento de participantes cada vez. En 2011, asistieron 480 entrenadores en Ámsterdam, Países Bajos, a la II NAF World Cup. Del 6 al 8 de noviembre de 2015 se celebró en Lucca, Italia, la III NAF World Cup atrayendo a 912 participantes, en 2019 se celebró en Dornbirn, Austria, del 3 al 6 de octubre de 2019 la IV NAF World Cup, atrayendo a 1.428 entrenadores. Del 7 al 10 de septiembre de 2023,se celebró la V NAF World Cup Copa en Alicante, España, con cerca de 2.500 entrenadores.

## Componentes del juego
Blood Bowl requiere varios elementos que se incluyen en la caja básica para poder desarrollar una partida:

### Tablero de juego
El campo de juego está representado por un tablero donde se sitúan las miniaturas. El tablero tiene forma rectangular, dividido en casillas cuadradas (26 casillas de largo por 15 de ancho). El tablero queda dividido en dos mitades, dejando 13 casillas a cada lado. Además, existen unas bandas laterales, que ocupan 4 casillas de ancho en los dos lados del tablero.

### Miniaturas
Los jugadores que forman parte de cada equipo están representados por una serie de miniaturas que deben diferenciarse unas de otras y del equipo contrario. 
El juego viene con suficientes miniaturas para que los entrenadores puedan formar un equipo de nobleza imperial y otro de orcos negros. Los equipos también pueden incluir individuos que no son parte del grupo de jugadores utilizados en el campo, como animadoras, entrenadores, etc.
La escala de las miniaturas en hasta la edición de 2016 era 28mm y desde entonces 32mm.

### Dados
Dados de placaje
Son dados especiales de seis caras usados para placar al rival marcados con unos glifos con significado especial que sustituyen a la habitual numeración. Los resultados son los siguientes:
- Calavera (sustituye al 1): El jugador que placa cae al suelo.
- Calavera con explosión (sustituye al 2): Ambos jugadores (el que placa y el que recibe el placaje) caen al suelo.
- Flecha (sustituye al 3 y 4): El jugador placado es empujado.
- Explosión con admiración (sustituye al 5): El jugador placado es empujado y derribado.
- Explosión (sustituye al 6): El jugador placado es empujado y derribado.

Se tiran entre uno y tres dados en función de la fuerza relativa entre placador y placado, y el más fuerte elige cuál de ellos se usa para determinar el resultado. 
Algunos resultados de estas tiradas se pueden ver afectados por habilidades que los jugadores posean.
Otros dados
Dados de seis caras numéricos, con los que resuelve el acierto de las diferentes acciones realizadas o distancia de devolución del balón por parte del público.
Dados de ocho caras, con los que comprueba la dirección en la que un balón rebota o se desvía.
Dados de dieciséis caras, con los que se seleccionar de forma aleatoria a un jugador entre toda la plantilla para los posibles eventos de juego (pedradas del público, mejor jugador del partido, etc.)

### Regla de pase
Para realizar acciones de pase es necesario medir la distancia del mismo con una «regla de pase». Dicha «regla de pase» está dividida en cuatro secciones llamadas respectivamente: «pase rápido», «pase corto», «pase largo» y «bomba larga», que indican la dificultad del mismo en función de la distancia, así como qué jugadores rivales se encuentra en la trayectoria de dicho pase y pueden intentar interferir o interceptar el balón.

### Otros elementos
La caja básica del juego también contiene los siguientes elementos:
- Plantilla de devolución de balón de plástico. Se utiliza cuando el balón sale fuera del campo y el público lo devuelve. Se usa con un dado de seis que indica la dirección del mismo.[29]
- Contador de turnos y de segundas oportunidades de plástico. Indicadores que sirven para mostrar el turno en el que se encuentra el partido para cada jugador y la cantidad de «segundas oportunidades» que restan a cada equipo.[29]
- Balón. Pequeño balón ovalado de plástico que representa la pelota durante el juego.[29]

## Ediciones originales en inglés
Blood Bowl ha ido evolucionado a través de una serie de revisiones de reglas, juegos en cajas y suplementos.

### Primera edición
La primera edición fue publicada en 1987. El sistema de juego era muy similar a las primeras ediciones de Warhammer Fantasy. En lugar de usarse miniaturas se usaban cartones con las imágenes de los jugadores, posteriormente se lanzaron al mercado algunas de las razas del juego en miniaturas de metal. Ese mismo año salió al mercado una expansión del juego, Death Zone. El tablero de la primera edición estaba formado por seis piezas de cartón.

### Segunda edición
La segunda edición fue lanzada en 1988 y supuso un cambio importante en el sistema de juego alejándolo de Warhammer Fantasy hacia un sistema orientado al deporte. La caja básica incluía miniaturas de plástico y posteriormente salieron a la venta algunas de metal. El campo de esta edición consistía de tres placas de poliestireno gris.
Tiempo después Games Workshop sacó al mercado varios manuales: Blood Bowl Star Players (1989) y Blood Bowl Companion (1990), que eran añadidos a las reglas básicas para dar una mayor complejidad al juego.

### Tercera edición
La tercera edición apareció en 1994., supuso un cambio completo del sistema de juego aligerándolo y dinamizándolo hasta conseguir que durara cada partida alrededor de dos horas. Los cambios más importantes fueron la aparición de un número limitado de turnos y la introducción del concepto de «cambio de turno». Con el lanzamiento de esta edición Games Workshop produjo una nueva gama de miniaturas de plástico (orcos y humanos) para la caja básica y de metal para el resto de equipos. Este juego recibió una expansión en 1994 que incluía un sistema para jugar ligas llamado Death Zone. El campo de esta edición era plegable y de cartón. En 1998 apareció una actualización de reglas en formato libro llamado Blood Bowl Compendium.
La tercera edición de Blood Bowl ganó el Premio Origins a Best Miniatures Rules of 1994 (mejores reglas de miniaturas).

### Cuarta edición y Living Rule Book
La cuarta edición apareció en el año 2000 de la mano de Jervis Johnson, salió publicada en las revistas Official Blood Bowl magazine números 1 y 2.
Las reglas tuvieron gran controversia y el propio Jervis Johnson reconoció que "algunos de los cambios se habrían beneficiado de pruebas de juego más rigurosas" así que decidió renombrar las reglas a 4th Edition Gold, tildarlas de experimentales y anunció la creación del Blood Bowl Rules Committee (BBRC), un grupo formado por jugadores de Blood Bowl y trabajadores de Games Workshop, que se encargarían del desarrollo de las reglas y publicarían actualizaciones una vez al año. El BBRC se reuniría en octubre de cada año, y su primer lanzamiento fue el pdf del Living Rule Book 1 (LRB1).
Esta LRB1 se publicaría en el año 2002 en formato físico, la caja sería idéntica a la de la tercera edición cambiando únicamente la fecha del copyright al año 2002 y uniendo los reglamentos básico y Death Zone en un único tomo.
Durante los años siguientes se fueron publicando distintos LRB con diversos cambios, todas las actualizaciones de LRB incluyeron aclaraciones a reglas o rescritura de las mismas, cobertura de casos especiales previamente poco claros y ajustes del juego en habilidades, nuevos equipos, jugadores estrella, etc. Los distintos reglamentos y años de publicación fueron LRB2 (2003), LRB3 (2004), LRB4 (2005) y LRB5 (2006). La versión final del LRB fue el LRB6 (2009), aunque no se publicó con ese formato sino en el entonces sitio oficial de Blood Bowl bajo el nombre de Blood Bowl Competition Rules Pack o CRP. Con el lanzamiento del CRP se desbandó el BBRC.

### Blood Bowl 2016
En noviembre de 2015, Games Workshop anunció la reintroducción de los «Juegos de Especialista» (Specialist Games), y anunció que estaba desarrollando una nueva edición.
En un evento Warhammer Fest en mayo de 2016, se presentaron varios elementos de la nueva edición incluido un campo impreso por ambos lados y una serie inicial de nuevos equipos con futuras expansiones en desarrollo, el juego se publicó en noviembre de 2016 e incluyó: libro de reglas, miniaturas para dos equipos (orcos y humanos), campo de juego, dados y reglas de pase. Adicionalmente se publicaron varias reglas y equipos adicionales en las revistas Spike! Journal números 1 al 11.

### Blood Bowl segunda temporada (2020)
Blood Bowl segunda temporada se lanzó el 27 de noviembre de 2020 e incluyó un libro de reglas de tapa dura, miniaturas para dos equipos (nobleza imperial y orcos negros), un par de miniaturas de árbitros, dos jugadores estrella, campo de juego, dados y reglas de pase.
Posteriormente el juego ha recibido modificaciones a las reglas con la publicación de las revistas Spike! Journal del número 12 en adelante.

## Ediciones en español
En 1991 la segunda edición original de Blood Bowl fue traducida y publicada por primera vez en español por la ya desaparecida editorial barcelonesa Diseños Orbitales.
Posteriormente Games Workshop publicó en 1994 tanto la tercera edición de Blood Bowl como su expansión Zona Mortal (Death zone).
En el año 2003 se volvió a publicar en español, el material incluido era la misma versión de 1994 pero con las reglas en español de 2003, LRB1.3.
Las ediciones de 2016 y 2020 se editaron y pusieron a la venta en castellano.

## Variantes del juego
Además de la edición clásica han ido apareciendo otros juegos de tablero relacionados con el mismo:
- Kerrunch: Es una versión simplificada de Blood Bowl publicada en 1991, desarrollada por Andy Jones, dirigido principalmente a los jugadores más jóvenes como una introducción. Las reglas son una versión simplificada de las de la segunda edición de Blood Bowl. El juego venía con 24 miniaturas de plástico y es considerado un artículo de coleccionista.[45]
- Dungeonbowl: Es una variante de Blood Bowl jugada en mazmorra, se publicó la primera versión en 1989 bajo el nombre Elves, Dwarfs and Dungeonbowl[3][2] y una nueva versión adaptada a Blood Bowl segunda temporada en 2021.[46]
- Blitz bowl: Es una versión simplificada de Blood Bowl segunda temporada jugada con seis jugadores por equipo, apareció la primera edición en 2018 y la segunda en 2022 denominada Ultimate edition.[47][48]
- Gutterbowl: Variante de Blood Bowl jugada en unas alcantarillas.[49]
- Blood Bowl 7: Variante de Blood Bowl para siete jugadores.[50]

## Otros medios
Además del juego de tablero han aparecido otros productos relacionados con Blood Bowl:

### Juego de cartas
En 2011 Fantasy Flight Games publicó el juego de cartas Blood Bowl: Team manager un juego para 2-4 jugadores.

### Videojuegos
En 1995 la compañía Microleague Interactive Software publicó el videojuego Blood Bowl: The Game of Fantasy Football desarrollado por Destiny Software Productions, Inc. basado en las reglas existentes en aquel momento.
En 2004, el estudio francés Cyanide Studio desarrolló un juego llamado Chaos League que tenía una gran similitud con Blood Bowl en cuanto a su estilo y reglas. Games Workshop demandó a la empresa por las semejanzas con Blood Bowl, pero más tarde anunció que a Cyanide se le había otorgado una licencia para crear videojuegos basados en Blood Bowl y que «cualquier diferencia entre Games Workshop y Cyanide ha sido resuelta de manera amistosa por una suma no revelada, y como parte del acuerdo, el título Chaos League ha sido asignado a Games Workshop».
Este acuerdo condujo directamente al lanzamiento por parte de Cyanide de una versión oficial para Windows del juego Blood Bowl el 26 de junio de 2009.
El 28 de octubre de 2010, Cyanide lanzó una nueva versión exclusivamente para PC, llamada Blood Bowl: Legendary Edition. El juego incluía una interfaz renovada en las pantallas de menú y una gran cantidad de nuevas razas. En octubre de 2012 apareció la versión Blood Bowl: Chaos Editioncon 23 razas.
Cyanide  lanzó una adaptación de Dungeonbowl en el mismo año.
En 2015 se publicó la secuela, Blood Bowl 2.
El 23 de febrero de 2023 se publicó la tercera parte Blood Bowl 3 con la versión de reglas Blood Bowl segunda temporada.

### Libros
Games Workshop ha publicado una serie de libros sobre Blood Bowl: Blood Bowl, Dead Bowl, Sudden Death y Rumble in the Jungle. Estos cuatro libros se recopilaron en un tomo llamado The Blood Bowl Omnibus. Este ómnibus fue reditado en 2016 en edición limitada por parte de Black Library. En 2018 y posteriormente en 2020 se editó un nuevo libro de relatos cortos sobre Blood Bowl llamado Blood Bowl Death on the Pitch: Extra time.

### Cómics
La editorial Boom! Studios publicó en inglés a lo largo del año 2008 una miniserie de cinco números llamada Killer Contract, dicha miniserie posteriormente fue recopilada en el año 2009 en un único tomo.

### Emuladores de Blood Bowl
Antes de la aparición del videojuego de Cyanide la única manera de jugar por internet era con clientes que funcionaban sobre distintos programas o de manera autónoma como el Blood Bowl IRC Client (BBIRC) de Avi Stetto, Netbowl de Eje, JavaBBowl de SkiJunkie y Blood bowl : Orcs', Trolls' and Other Creatures' Sport (BOTOCS). Únicamente permanece en funcionamiento, desde 2003, la liga FUMBBL con un cliente propio basado en Java.